# Deadborn
Deadborn est un groupe allemand de death metal technique, originaire de Baden-Baden, au Bade-Wurtemberg. 

## Histoire
Le groupe est formé en 2002. En 2004, leur premier EP sort en auto-édition, intitulé Decades of Decapitation. L'EP est produit par Christoph Brandes dans les studios Iguana à Fribourg-en-Brisgau et réédité en 2005 sous le nom de Sylphony Creations. Le premier album, Stigma Eternal, sort en 2007 chez Massacre Records. La même année, le groupe effectue également une tournée en Europe avec Disbelief et Graveworm, ainsi qu'une autre l'année suivante avec Hate Eternal et Cephalic Carnage. Ensuite, le groupe fait une petite tournée avec Dying Fetus, ainsi qu'avec Six Feet Under, Obscura et Aeon.
En avril 2012, le deuxième album Mayhem Maniac Machine sort sur Apostasy Records, et le troisième album Dogma Anti God en décembre 2018 (Apostasy Records),,,,,,.

## Style musical
Le groupe joue du death metal technique, que Thomas Gschwendner compare à la musique de Necrophagist, et c'est surtout au niveau de la voix que les deux groupes se ressembleraient fortement. De plus, Gschwendner compare le groupe à des groupes comme Suffocation et Deeds of Flesh.

## Discographie
- 2004 : Decades of Decapitation (EP, réédité en 2005 chez Sylphony Creations)
- 2007 : Stigma Eternal (album, Massacre Records)
- 2012 : Mayhem Maniac Machine (album, Apostasy Records)
- 2018 : Dogma Anti God (album, Apostasy Records)